# Bahnhof Weißenfels
Der Bahnhof Weißenfels ist eine Betriebsstelle der Bahnstrecke Halle–Bebra (Thüringer Bahn) und der hier abzweigenden Strecke nach Zeitz auf dem Gebiet der Stadt Weißenfels in Sachsen-Anhalt.

## Lage
Der Bahnhof befindet sich am Streckenkilometer 32,0 der Bahnstrecke Halle–Bebra. Zusätzlich ist er Ausgangspunkt einer Strecke nach Zeitz (km 0,0).
Er liegt deutlich nördlich des Stadtkerns und nahe dem Ufer der Saale. Es grenzen die Straße Am Güterbahnhof und die Bahnhofstraße an. Die Landstraße 206 (Merseburger Straße) wird am Westkopf des Bahnhofes überquert.
Der Bahnhof Großkorbetha befindet sich etwa acht Kilometer weiter nordöstlich. Gut fünf Kilometer entfernt in Richtung Südwesten liegt der Haltepunkt Leißling. An der nach Zeitz abzweigenden Strecke ist die nächste Station der fast vier Kilometer entfernt gelegene Haltepunkt Weißenfels West.

## Geschichte
Am 6. Juni 1846 ging der Bahnhof Weißenfels an der Bahnstrecke Halle–Bebra (Thüringer Bahn), die bereits zweigleisig war, in Betrieb. Somit war Weißenfels vorläufig Endpunkt dieser Strecke. Bis 1849 war die Strecke bis Bebra fertiggestellt.
Planungen aus dem Jahre 1845 sahen noch vor, das Empfangsgebäude südlich auf der Seite der Saale zu errichten. Dies wäre der Ort gewesen, an dem das zweite Gebäude, das heute noch erhaltene, steht. Es entstand zudem ein Bahnsteig mit zwei anliegenden Gleisen. Im westlichen Bahnhofsbereich wurde ein Koksschuppen errichtet. Ein Gleisplan aus 1857 belegt die Existenz von über 30 Weichen. Des Weiteren gab es bereits einen Wagenschuppen, einen Lokschuppen, eine Drehscheibe, eine Wasserstation und eine Toilette. Es gab nur ein Bahnsteiggleis, das relativ lang war, sodass Züge aus beiden Richtungen an diesem Bahnsteig halten konnten.
Anfangs dominierte im Güterverkehr die Braunkohle.
An der Straßenquerung mit der Merseburger Straße gab es eine mechanische Vollschrankenanlage mit vier Schrankenbäumen. 1857 kam es zum ersten größeren Umbau, nachdem die Strecken nach Leipzig und nach Gera errichtet wurden.
Am 9. Februar 1859 kam die Strecke nach Zeitz hinzu. Dies führte dazu, dass Weißenfels Trennungsbahnhof wurde. In diesem Zusammenhang kam es zu einem größeren Umbau der Gleisanlagen.

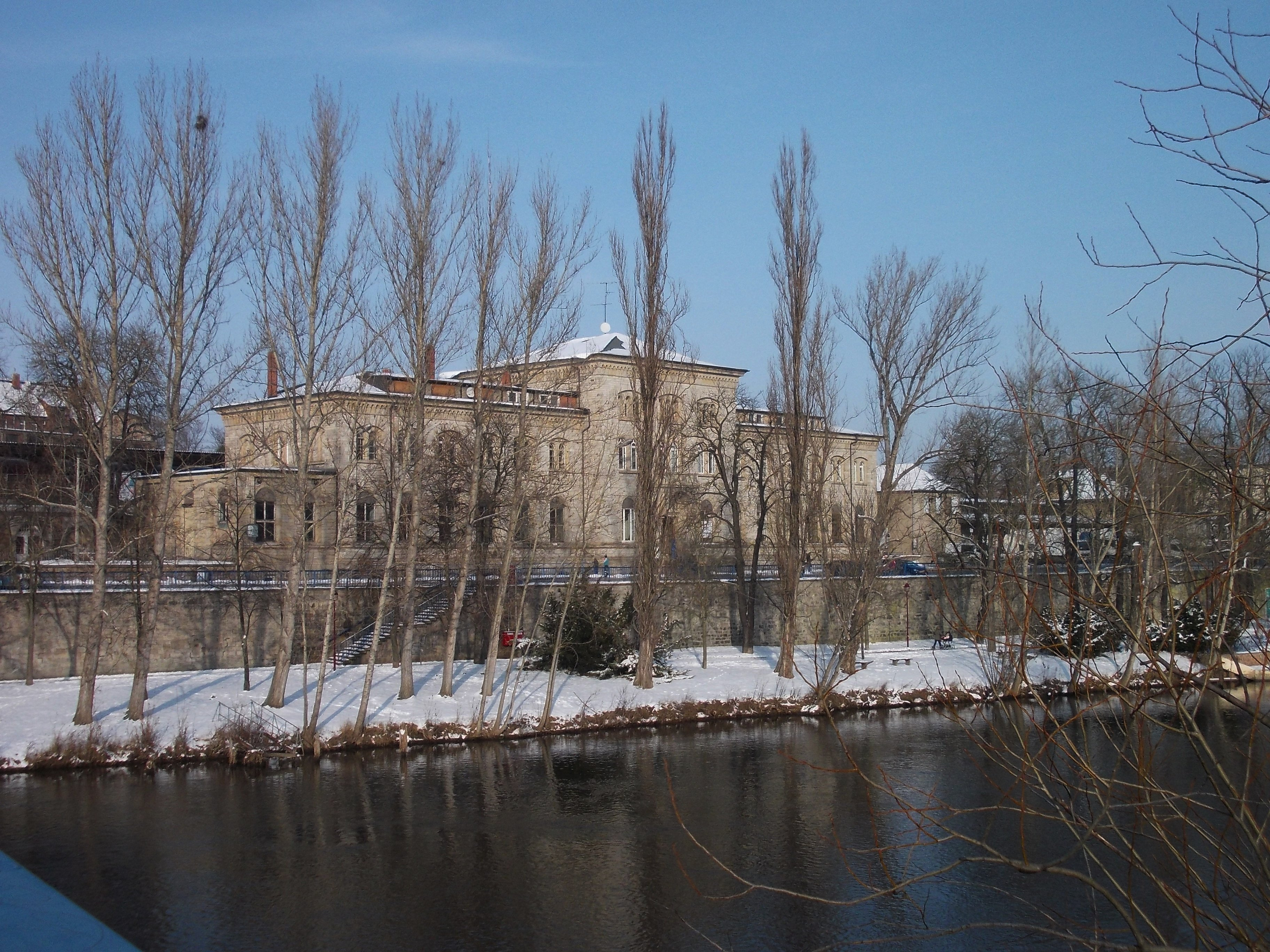
Empfangsgebäude von der Saale aus gesehen (2013)

Ein weiterer Umbau der Gleisanlagen fand gegen Ende der 1860er Jahre statt. Es kamen neue Güter- und Ladegleise hinzu. Ebenso begann im Jahre 1870 der Bau eines zweiten Empfangsgebäudes. Ein drittes Gleis aus Richtung Zeitz wurde in den Bahnhof geführt. Es endete in zwei Stumpfgleisen südlich der vorhandenen Bahnsteige. Wegen der aus Zeitz kommenden Züge wurde auch der Bahnsteig erweitert.
Ab Mai 1941 war der Streckenabschnitt zwischen Camburg–Weißenfels–Großkorbetha elektrisch befahrbar. 1946 wurde die Oberleitung abgeschaltet und im Rahmen der Reparationsleistungen an die Sowjetunion demontiert. Ende 1959 wurde der elektrische Zugbetrieb zwischen Halle und Weißenfels wieder aufgenommen. 1967 war die Elektrifizierung der westlichen Strecken nach Camburg und Neudietendorf abgeschlossen.
In den 2010er Jahren begann die Sanierung der Unterführung sowie die Errichtung eines neuen Bahnsteigs an den Bahnsteiggleisen 1 und 2. 2013 fanden die Arbeiten ihren Abschluss. Das Investitionsvolumen betrug etwa 755.000 Euro. Der nördliche Bahnsteig mit den Gleisen 3 und 4 war bereits modernisiert worden.
In den Jahren 2011/12 kam es zum Neubau eines Busbahnhofs, wodurch Bus und Bahn besser miteinander verbunden werden sollten.

## Anlagen

### Bahnsteige und Gleise

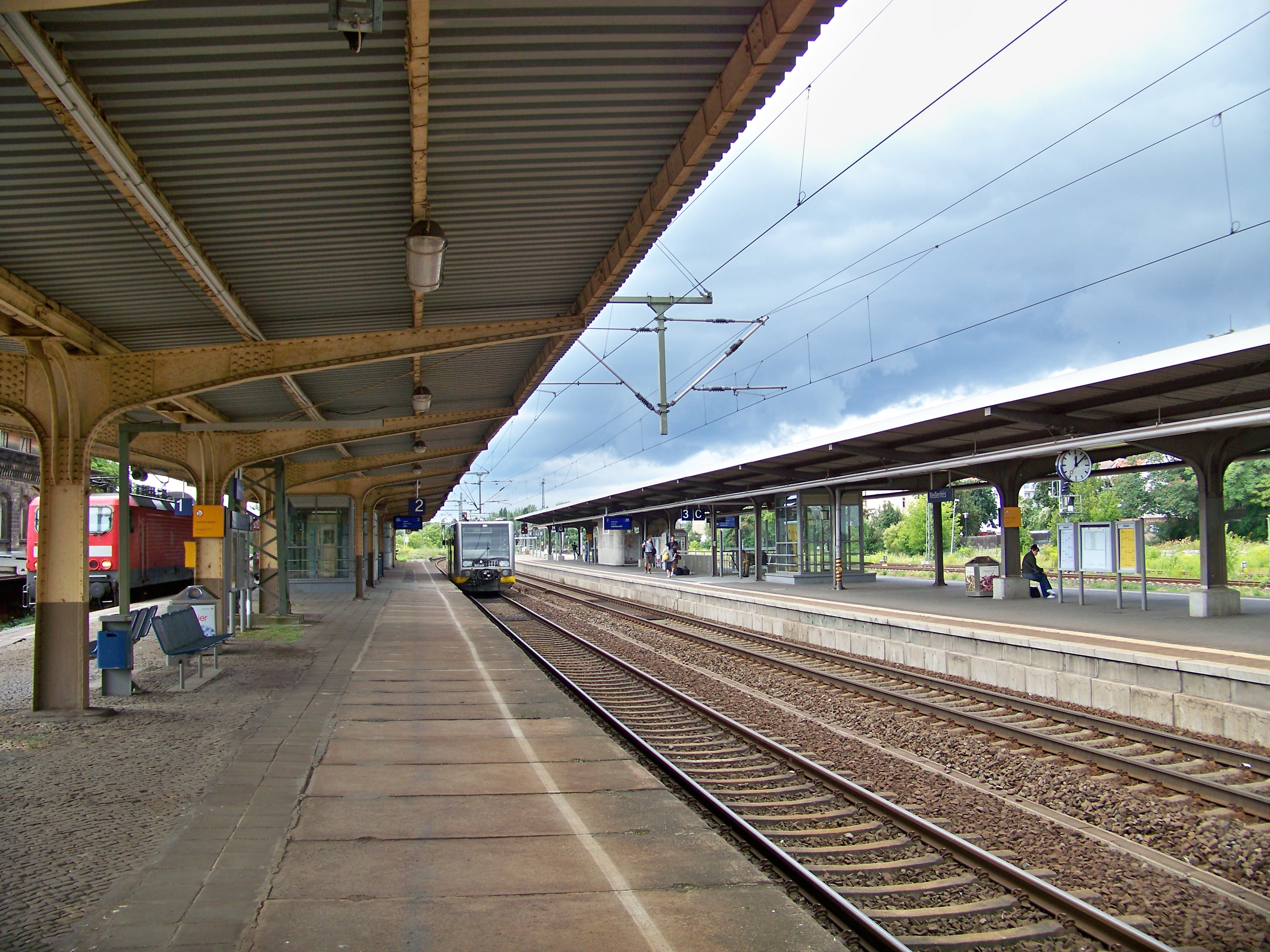
Bahnsteige mit Regionalzügen (2009), vor Erhöhung des Bahnsteigs 1/2

Aktuell (2022) verfügt der Bahnhof über folgende Bahnsteiggleise:
| Nummer | Bahnsteighöhe | Nettobaulänge |
| ------ | ------------- | ------------- |
| 1      | 55 cm         | 174 m         |
| 2      | 55 cm         | 174 m         |
| 3      | 76 cm         | 323 m         |
| 4      | 76 cm         | 323 m         |

### Empfangsgebäude

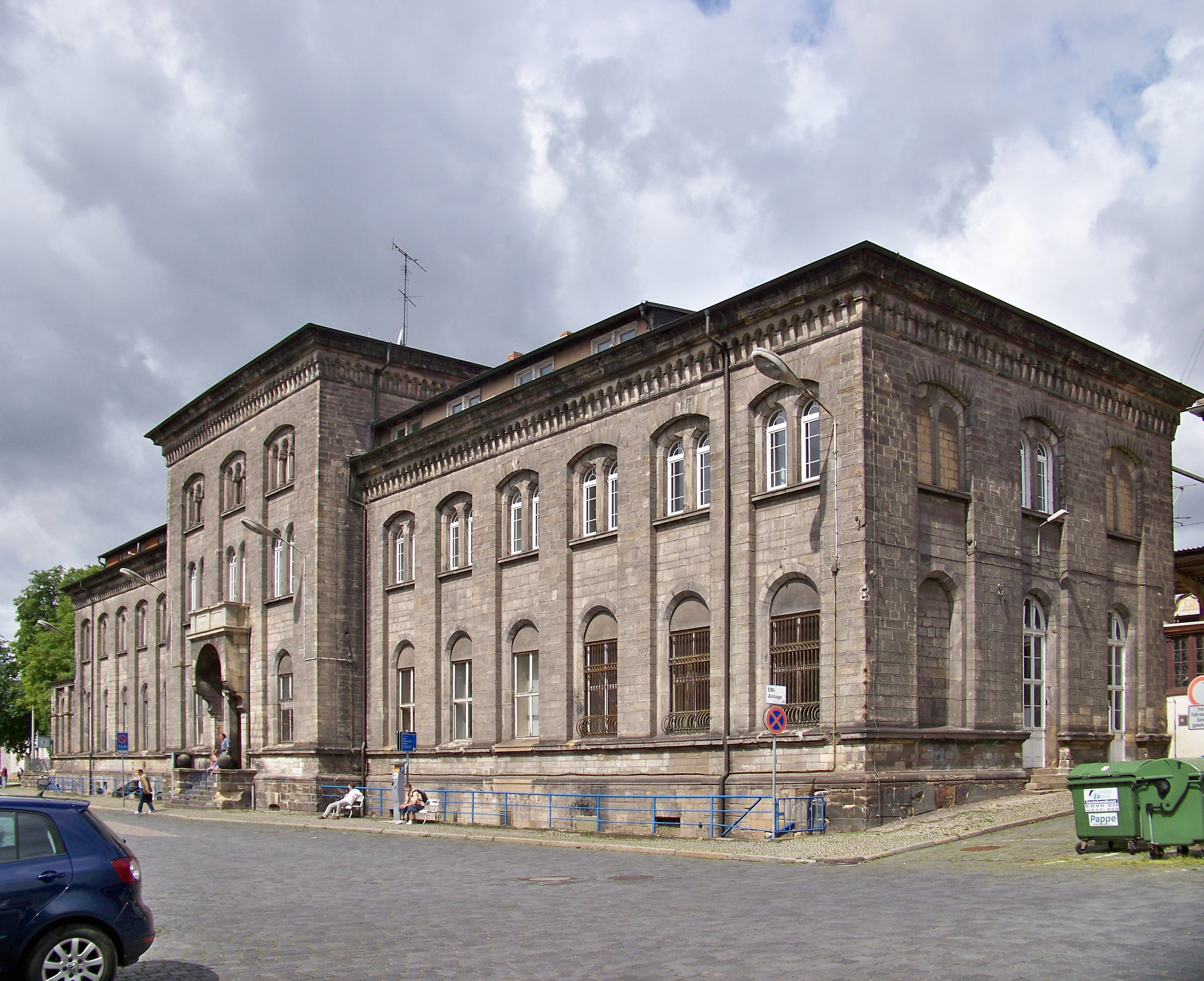
Empfangsgebäude (2009)

Das Empfangsgebäude steht unter Denkmalschutz.
Im Jahre 2016 kaufte die Stadt Weißenfels das Empfangsgebäude von der Deutschen Bahn.
Anlässlich des Sachsen-Anhalt-Tages 2010 wurde die Fassade aufgefrischt. Die Stadt Weißenfels ist weiterhin bemüht, für eine umfangreiche Sanierung des Gebäudes Fördermittel aus dem Revita-Programm des Landes Sachsen-Anhalt zu erhalten.
Gegenwärtig (2017) ist es weitgehend ungenutzt. Ein örtlicher Verein zieht in Erwägung, darin ein Museum zur Weißenfelser Eisenbahngeschichte zu eröffnen.

### Stellwerke
Für die Durchführung des Bahnbetriebs gab es folgende Stellwerke:
| Bezeichnung | Funktion | Typ      |
| ----------- | -------- | -------- |
| Wb          | Fdl      |          |
| Wm          | Ww       | SuH 1912 |
| Wo          | Fdl      | SuH 1912 |
| WrI         | Ww       | SuH 1912 |
| WrII        | Ww       | SuH 1912 |
| Wv          | Ww       | SuH 1912 |
| Ww          | Ww       | SuH 1912 |

Als die Stellwerke am 12. Dezember 1999 außer Betrieb genommen wurden, ging am gleichen Tag ein elektronisches Stellwerk von Siemens in Betrieb, das aus der Betriebszentrale in Leipzig ferngesteuert wird.

## Verkehrsanbindung
Laut einem 2013 in der Mitteldeutschen Zeitung veröffentlichtem Artikel sind täglich mehr als 3000 Fahrgäste zu verzeichnen.

### Fernverkehr
| Linie  | Fahrtverlauf                                                                                           | Takt (min)    | Betreiber      |
| ------ | --- | ------------- | -------------- |
| ICE 28 | Hamburg-Altona – Berlin – Leipzig – Weißenfels – Naumburg – Jena Paradies – Jena-Göschwitz             | ein Zugpaar   | DB Fernverkehr |
| IC 61  | Leipzig – Weißenfels – Naumburg – Jena Paradies – Nürnberg – Aalen – Stuttgart – Mühlacker – Karlsruhe | fünf Zugpaare | DB Fernverkehr |

Seit der Inbetriebnahme der Schnellfahrstrecke Erfurt–Leipzig/Halle im Dezember 2015 hat sich der Fernverkehr auf der Bahnstrecke Halle–Bebra im Abschnitt zwischen Erfurt und Halle/Leipzig deutlich reduziert.
In der Vergangenheit hielten Züge auf folgenden Verbindungen:
- ICE/IC Rhein-Main-Gebiet ‹› Sachsen
- IC Rhein-Main-Gebiet ‹› Berlin bzw. Ostsee
- IC Berlin bzw. Ostsee ‹› Nordrhein-Westfalen
- IC Rhein-Main-Gebiet ‹› Magdeburg

Bis 2001 wurde Weißenfels durch Interregio-Züge bedient, die einen ähnlichen Verlauf hatten. Bis 1998 verkehrten noch Schnellzüge.

### Regionalverkehr
| Linie                    | Fahrtverlauf                                                                                   | Takt (min)              | Betreiber                      |
| ------------------------ | ---------------------------------------------------------------------------------------------- | ----------------------- | ------------------------------ |
| RE 15                    | Leipzig – Bad Dürrenberg – Weißenfels – Naumburg – Jena – Saalfeld (Saale)                     | 120                     | Abellio Rail Mitteldeutschland |
| RE 16                    | Halle – Merseburg – Weißenfels – Naumburg – Apolda – Weimar – Erfurt                           | 060                     | Abellio Rail Mitteldeutschland |
| RB 20                    | Leipzig – Bad Dürrenberg – Weißenfels – Naumburg – Apolda – Weimar – Erfurt – Gotha – Eisenach | 060                     | Abellio Rail Mitteldeutschland |
| RB 25                    | Halle – Merseburg – Weißenfels – Naumburg – Camburg – Jena Paradies – Orlamünde – Saalfeld     | 060                     | Abellio Rail Mitteldeutschland |
| RB 76                    | Weißenfels – Teuchern – Deuben – Zeitz                                                         | 060 (Mo–Fr) 120 (Sa–So) | Erfurter Bahn                  |
| Stand: 15. Dezember 2024 |                                                                                                |                         |                                |

Ab Dezember 2026 wird der Bahnhof durch die Linie S6 (Naumburg–Markranstädt–Leipzig) der DB Regio an das Mitteldeutsche S-Bahn-Netz angeschlossen.

### Öffentlicher Nahverkehr
Der Busbahnhof wird unter anderem von dem PlusBus, des Bahn-Bus-Landesnetz Sachsen-Anhalt, betrieben von der Personenverkehrsgesellschaft Burgenlandkreis, auf folgender Verbindung bedient:
- Linie 800: Weißenfels ↔ Zorbau ↔ Granschütz ↔ Hohenmölsen